# 光坡镇 (防城港市)
光坡镇，是中华人民共和国广西壮族自治区防城港市港口区下辖的一个乡镇级行政单位。

## 行政区划
光坡镇下辖以下地区：
大坡社区、红星村、红沙村、潭油村、光坡村、新兴村、中间坪村、大龙村、沙螺寮村和栏冲村。